# Map of the Soul: 7
Map of the Soul: 7 (estilizado como MAP OF THE SOUL : 7) é o quarto álbum completo de estúdio (14º lançamento no geral) do grupo masculino sul-coreano BTS. Foi lançado em 21 de fevereiro de 2020 pela Big Hit Entertainment, tendo a faixa "Black swan" como primeiro single promocional, e "ON" como single principal. Pouco depois da estreia, foi considerado o álbum mais vendido do mundo no começo de 2020, com 4 milhões de cópias vendidas antes mesmo do lançamento. Estreou em primeiro lugar no chart de álbuns Billboard 200, a mais importante parada musical de álbuns dos Estados Unidos, dando ao grupo o quarto #1 consecutivo no ranking em menos de dois anos, conquista alcançada anteriormente apenas por The Beatles, firmando o grupo sul-coreano como um dos maiores expoentes da música pop mundial.
Recebeu aclamação de crítica e público, sendo ressaltadas a maturidade e o vanguardismo da sonoridade do álbum para o pop coreano (k-pop), e a combinação harmoniosa de gêneros diversos e das individualidades dos sete membros, além de ser tido como uma evolução bem-vinda da musicalidade do grupo.
Contendo 19 faixas, sendo 14 músicas inéditas e 5 reedições do álbum anterior, trata-se da continuação do álbum de 2019, Map of the Soul: Persona, que volta a explorar as teorias sobre o "mapa da alma" do psiquiatra Carl Jung, trazendo também novas canções de units entre os membros e novas músicas solo de todos os integrantes. Nas plataformas digitais foi lançado um remix de "ON" com a participação da cantora e compositora australiana Sia.

## Antecedentes
Através de um post no Twitter em 7 de janeiro de 2020, o grupo sul-coreano anunciou que o aguardado álbum seria lançado no dia 21 de fevereiro. Esteve em pré-venda desde 9 de janeiro. Também no dia 9 foi lançado o primeiro comeback trailer (vídeo introdutório contendo uma música do novo álbum, junto a um videoclipe, mostrando qual será o conceito do próximo lançamento), tratando-se da faixa "Interlude: Shadow", um solo do rapper, compositor e um dos produtores musicais do grupo, Suga.
A empresa Big Hit divulgou em sua conta oficial no Twitter um "mapa do comeback", contendo as principais ações de marketing em várias cidades no mundo, e as datas de lançamento de singles, vídeos musicais, fotografias conceituais e do próprio álbum. Foram quatro fases de divulgação ao longo dos meses de janeiro e fevereiro. O álbum seria lançado no dia 21 de fevereiro, e o vídeo musical da faixa principal lançado uma semana depois, no dia 28, numa estratégia inédita de divulgação por parte da label sul-coreana.
No dia 15 de janeiro de 2020, foi informado pela mídia sul-coreana que o álbum do BTS já havia recebido um total de 3,4 milhões de encomendas em cinco dias, batendo o recorde de seu antecessor, que havia recebido 2,6 milhões de encomendas em sua primeira semana de pré-venda, em março de 2019. O álbum chegou a 4,02 milhões de encomendas pouco antes do lançamento. Com isso, Map of the Soul: 7 já era considerado um dos álbuns mais vendidos da música sul-coreana e de todo o mundo antes mesmo de estrear.
Em 17 de janeiro foi lançado o single "Black Swan", uma faixa emotiva inspirada na temática de Cisne Negro, que contou com uma performance da MN Dance Company, um grupo de dança da Eslovênia convidado para criar uma coreografia de dança contemporânea para a música. Em menos de 24 horas de lançamento, a música alcançou o primeiro lugar no serviço iTunes em mais de 90 países, estabelecendo mais um recorde para a carreira do grupo sul-coreano. Em 2 de fevereiro foi lançado o segundo comeback trailer, com a faixa "Outro: Ego", interpretada pelo rapper, dançarino e compositor do grupo J-Hope, em um tom brilhante e festivo, característico do artista.

## Connect, BTS
Em 8 de janeiro de 2020, por meio de uma postagem em sua conta no Twitter, a empresa Big Hit Entertainment anunciou o "mapa do comeback", com todas as ações de divulgação para o novo álbum do BTS. Entre os destaques estava o projeto "Connect, BTS", uma iniciativa global de curadoria artística que iria interligar cinco cidades ao redor do mundo, Seul, Nova York, Londres, Berlin e Buenos Aires, e 22 artistas de diversas vertentes.
Segundo a empresa, a ideia era "redefinir as relações entre as artes plásticas e a música, o material e o imaterial, os artistas e suas audiências, a teoria e a prática". O projeto recebeu exposições artísticas, mostras, performances musicais, de dança e teatrais, em museus e espaços culturais das cidades-sede, todos sob a curadoria de artistas locais "com uma filosofia artística de trabalho que coaduna com a do BTS". Daehyung Lee é o diretor artístico do projeto, que teve exposições e performances durante fevereiro e março de 2020 nos locais sede.
Um dos principais artistas envolvido nas atividades do projeto é o escultor britânico Antony Gormley, idealizador da estrutura de metal em emaranhado que foi exposta no píer do Brooklyn Bridge Park, em Nova York. O artista declarou em entrevista à CNN que considera o projeto um gesto de generosidade e de abertura de mentes. Ele disse acreditar que a iniciativa rompe barreiras entre as artes plásticas e o público massivo, pois permite que a beleza e os significados dos trabalhos artísticos possam ser compartilhados, dando novos sentidos às obras. Ele também acredita que o projeto pode atrair uma nova audiência para as casas de artes, já que o público do BTS é majoritariamente jovem. 
"O mundo de hoje é de hiperconectividade, sim, mas será que nos sentimos realmente interconectados? O BTS oferece uma homenagem à diversidade e à originalidade, como uma canção feita especialmente para os esquecidos e menosprezados. O Connect, BTS busca uma experiência coletiva que deve ser apenas o começo de uma nova comunicação entre arte, música e pessoas". Antony Gormley, em entrevista à Julia Hollingsworth, da CNN.

## Composição e produção
Em 20 de fevereiro de 2020, a empresa Big Hit divulgou informações sobre o processo de composição e produção das canções do novo álbum do BTS. Em seu single principal, a faixa "ON", o grupo reflete sobre a sua mentalidade como artistas durante os sete anos de carreira do septeto. A canção "Louder than bombs", um emo pop, contou com a participação do cantor e compositor australiano Troye Sivan na composição, além da sentimental "We are bulletproof: The Eternal", que é uma continuação de "We are bulletproof: pt1 e pt2", músicas lançadas no início da carreira do grupo.
O álbum iria trazer também as novas units e solos do grupo. "00:00 (Zero O'clock)", uma balada motivacional cantada em quarteto pelos cantores do grupo, Jin, Jimin, V e Jungkook, e "UGH!", um trap onde os rappers RM, Suga e J-Hope falam de sua raiva contra a malícia dos haters do grupo. Além disso, a emotiva "Friend", um duo onde V e Jimin cantam sobre a sua estreita amizade desde o período escolar, e "Respect", um hip hop onde RM e Suga falam sobre o que significa respeito na sociedade atual, são os novos units do grupo. "Jamais Vu", cantada em trio por Jin, J-Hope e Jungkook e lançada em "Map of the soul: Persona", reaparece nesse álbum.
Por fim, as novas faixas solos de todos os membros também são lançadas. "Interlude: Shadow", um rap interpretado por Suga; "Filter", um pop com influências latinas performado por Jimin; "My time", uma faixa com influências de R&B cantada por Jungkook; "Moon", uma balada cantada por Jin; "Inner child", uma stadium anthem interpretada por V, e "Outro: Ego", uma faixa alegre e solar performada por J-Hope. O solo de RM, "Intro: Persona", também lançado no álbum anterior, volta para o lançamento de 2020.

## Lista de músicas
Os créditos das músicas são editados a partir de fontes como sites de música. Todos os membros do grupo participaram do processo de composição das canções. O líder do grupo, Kim Nam-joon, conhecido pelo nome artístico de RM, participou da composição de 17 das 20 faixas. O álbum também traz composições de Ed Sheeran, Halsey, Troye Sivan e Sia.
| Nº      | Título                                                  | Compositores | Produtores                   | Tempo   |
| ------- | ------------------------------------------------------- | --- | ---------------------------- | ------- |
| 1       | Intro: Persona (solo de RM)                             | Hiss Noise; RM; Pdogg | Hiss Noise                   | 2:54    |
| 2       | 작은 것들을 위한 시 (Boy with luv) feat. Halsey         | Pdogg; RM; Melanie Joy Fontana; Michel "Lindgren" Schulz; "Hitman" Bang; Suga; Emily Weisband; J-Hope; Ashley Frangipane                                                                                            | Pdogg                        | 3:49    |
| 3       | Make It Right                                           | Ed Sheeran; Fred Gibson; Benjy Gibson; Jo Hill; RM; Suga; J-Hope | Fred Gibson                  | 3:42    |
| 4       | Jamais vu (unit de Jin, J-Hope e Jungkook)              | Marcus McCoan; Owen Roberts; Matty Thomson; Max Lynedoch Graham; Camilla Anne Stewart; RM; J-Hope; “hitman” bang | Arcades; Bad Milk; M. McCoan | 3:46    |
| 5       | Dionysus                                                | Pdogg; j-hope; Supreme Boi; RM; Suga; Roman Campolo | Pdogg                        | 4:08    |
| 6       | Interlude: Shadow                                       | Suga; GHSTLOOP; EL CAPITXN; Pdogg; RM | Suga; GHSTLOOP; EL CAPITXN   | 4:20    |
| 7       | Black swan                                              | Pdogg; RM; August Rigo; Vince Nantes; Clyde Kelly | Pdogg                        | 3:18    |
| 8       | Filter (solo de Jimin)                                  | Tom Wiklund; Hilda Stenmalm; ”hitman” bang; Islan; LUTRA; danke; Jung Bobby; Ahn Bok Jin; Pauline Dil; Flourescent Boy                                                                                              | Tom Wiklund                  | 3:00    |
| 9       | 시차 (My time) (solo de Jungkook)                       | Sleep Deez; RM; Jayrah Gibson; Pdogg; Printz Board; Richelle Alleyne; Jungkook | Sleep Deez; Pdogg            | 3:54    |
| 10      | Louder than bombs                                       | Troye Sivan; Bram Inscore; Allie X; Leland; RM; SUGA; j-hope | Brian Inscore                | 3:37    |
| 11      | ON                                                      | Pdogg; RM; August Rigo; Melania Joy Fontana; Michel “Lindgren” Schultz; Suga; J-hope; Antonina Armato; Krysta Youngs; Julia Ross                                                                                    | Pdogg                        | 4:06    |
| 12      | 욱 (UGH!) (unit de RM; J-Hope; Suga)                    | Supreme Boi; RM; Suga; Hiss noise; J-hope; icecream drum | Supreme Boi                  | 3:45    |
| 13      | 00:00 (Zero O'Clock) (unit de Jin; Jimin; V e Jungkook) | Pdogg; RM; Jessie Lauryn Foutz; Antonina Armato | Pdogg                        | 4:10    |
| 14      | Inner Child (solo de V)                                 | Pdogg; RM; V; Ryan Lawrie; Max Graham; Matthew Thomson; Adien Lewis; Ellis Miah; James F. Reynolds | Arcades                      | 3:53    |
| 15      | 친구 (Friends) (unit de Jimin e V)                      | Pdogg; Jimin; Supreme Boi; Adora; Martin Sjølie; Stella Jang | Pdogg; Jimin                 | 3:19    |
| 16      | Moon (solo de Jin)                                      | Slow Rabbit; RM; Jin; Adora; DJ Swivel; Candace Nicole Sosa; Mikael Daniel Caesar; Alex Ludwig Lindell | Slow Rabbit                  | 3:29    |
| 17      | Respect (unit de RM e Suga)                             | Hiss Noise; Suga; RM; El Capitxn | Hiss Noise; Suga; El Capitxn | 3:58    |
| 18      | We are bulletproof: the eternal                         | DJ Swivel; RM; Audien; Elohim; Sunshine (Cazzi Opeia & Ellen Berg); Etta Zelmani; Will Tanner; Gusten Dahlqvist; Candace Nicole Sosa; Suga; J-Hope; Antonina Armato; Alexander Magnus Karlsson; Alexei Viktorovitch | Audien                       | 4:22    |
| 19      | Outro: Ego (solo de J-Hope)                             | J-Hope; Hiss Noise; Supreme Boi | Hiss Noise                   | 3:16    |
| 20      | ON feat. Sia (apenas nas plataformas digitais)          | Pdogg; RM; August Rigo; Michel “Lindgren” Schultz; Suga; J-hope; Antonina Armato; Krysta Youngs; Julia Ross |                              | 4:06    |
| Duração | Duração                                                 | Duração | Duração                      | 1:14:51 |

## Promoções
As promoções de Map of the Soul: 7 começaram com o lançamento do primeiro comeback trailer do álbum, que oferecia um vislumbre sobre como o álbum soaria. O vídeo musical da faixa "Interlude: Shadow", interpretada pelo rapper Suga, foi disponibilizado no YouTube em 9 de janeiro de 2020. Pouco tempo depois, foi anunciado um calendário de divulgação de conteúdos, projetos e lançamentos a ser feitos, antecedendo o lançamento do novo trabalho. O lançamento mais aguardado foi o primeiro single promocional, "Black Swan", uma faixa emo pop inspirada no filme Cisne Negro.
O novo single foi lançado em todas as plataformas digitais, e uma versão exclusiva da música, com uma orquestração de instrumentos de cordas, foi lançada no YouTube com uma performance de dança contemporânea do grupo esloveno MN Dance Company. Pouco depois, o próprio BTS fez a sua primeira performance da faixa no programa estadunidense "The Late Late Show", apresentado por James Corden.
Em 2 de fevereiro foi lançado o segundo comeback trailer do álbum, a faixa "Outro: Ego", uma produção alegre e solar interpretada pelo rapper J-hope. Ao lançamento da faixa se seguiu a divulgação das fotos conceituais que ilustrariam o álbum físico, em quatro versões. A primeira delas mostrava o grupo em trajes brancos posando em  uma casa antiga com uma grande abertura no assoalho. A segunda, mais sombria, mostra o grupo em trajes pretos e com asas escuras em um ambiente de uma caverna. A terceira versão exibida revelou os integrantes vestidos como mafiosos dos anos 1960 desfrutando de um grande banquete. A última versão das fotografias conceituais mostrou os membros em um estilo jovial e inocente.
O álbum finalmente foi lançado em 21 de fevereiro, acompanhado pelo vídeo da faixa "ON", chamado "ON Kinetic Manifesto Film", que mostrou o grupo realizando a complexa coreografia para a canção, juntamente a dançarinos e uma banda marcial.
No dia 24 de fevereiro, BTS fez uma apresentação grandiosa no talk show estadunidade "The Tonight Show", apresentado por Jimmy Fallon, com uma performance de "ON" no Grand Central Terminal, a estação central ferroviária e metroviária de Nova York. Além da performance, o grupo ainda deu uma entrevista ao apresentador nos vagões do metrô da cidade, participou de jogos e experimentou pratos típicos da cidade no renomado restaurante novaiorquino Katz's Delicatessen.
No dia seguinte ao lançamento do álbum, foi postado no canal do grupo no YouTube o "Commentary Film", que mostra o trabalho que o diretor da banda marcial da Universidade da California em Los Angeles (UCLA) a Herb Alpert School of Music, Kevin McKeown, maestro/diretor de música Duane Benjamin, o diretor de coro Dedrick Bonner e seus respectivos membros da equipe tiveram na produção de algumas das músicas do álbum. Ele também falou sobre a essência da música do BTS, que ressoa para seus ouvintes e quão profundas são suas mensagens para o mundo sobre amar a si mesmo e a música como uma forma de cura.
O vídeo musical oficial de "ON" foi lançado em 28 de fevereiro, trazendo o grupo como rapazes envolvidos em uma narrativa de fuga de amarras e superação de obstáculos. Em março, o BTS fez aparições em diversos programas musicais sul-coreanos para a promover o novo álbum, e também "Black Swan" e o álbum, tais como M Countdown, Musik Bank etc. Em 8 de março de 2020, o grupo realizou uma grande performance de "ON" no programa Inkigayo, produzindo o maior palco já utilizado na história do programa.

## Recepção comercial
Trata-se de um dos maiores sucessos comerciais da música pop no mundo em 2020. De acordo com a Iriver Inc., distribuidora do álbum, as encomendas ultrapassaram 3,42 milhões de cópias nos seis dias do período de pré-venda, superando o recorde do próprio grupo com os 2,68 milhões de encomendas de Map of the Soul: Persona. Em 6 de fevereiro, a Forbes informou que o álbum havia ultrapassado 4 milhões de pré-encomendas em todo o mundo. Em 18 de fevereiro, as pré-encomendas haviam ultrapassado 4,02 milhões, tornando o álbum um dos mais vendidos do mundo antes mesmo do lançamento na época.
O álbum estreou no topo da Billboard 200 dos Estados Unidos, com 422 mil unidades equivalentes a álbuns, incluindo 347 mil vendas de álbuns puros. É o quarto álbum número 1 do BTS nos EUA, a maior abertura de um álbum até julho de 2020 e os números mais altos da primeira semana dos álbuns do BTS nos EUA até aquele momento. Permanece entre os álbuns mais vendidos do mundo entre vendas físicos e digitais no mercado americano.
Estreou em primeiro lugar no serviço de música iTunes em 92 países, com todas as 20 faixas do álbum estreando nas 20 primeiras posições do serviço. Foi ainda a maior estreia de um álbum para um grupo musical na plataforma Spotify, tendo recebido 33 milhões de reproduções no dia do lançamento.

## Recepção da crítica
O álbum tem sido bem avaliado tanto pela crítica especializada quanto pelo público. No agregador de avaliações Metacritic, o álbum recebe a nota 83 da crítica, considerado pelo site como "aclamação universal". Nas avaliações do público, o álbum recebe nota 9.7, uma das maiores notas do site.
August Brown, do jornal estadunidense Los Angeles Times publicou: "O álbum é uma fantástica compilação das conquistas do BTS até então, e traça um novo caminho a seguir em uma tumultuada porém excitante nova era para o k-pop (pop coreano). É um álbum sobre estar em uma banda, sobre os relacionamentos que formam e são testados sobre o escrutínio da fama insana, isso tudo com algumas das músicas mais inovadoras para o gênero na carreira do grupo".
O site NME aponta que o álbum foi o de produção mais longa da carreira do grupo, 10 meses, mas que a espera valeu a pena, graças a um álbum cheio de ideias inovadoras, fortes convicções e emoções despretensiosas. Ressaltou ainda que quando J-Hope disse no tapete vermelho da cerimônia do Grammy 2020 que, ao ouvir o álbum, os fãs teriam orgulho do grupo, ele estava certo.
O site Pitchfork avaliou o álbum de maneira mediana, dizendo, na análise do colaborador convidado Sheldon Pearce, que o álbum se divide entre memórias, serviço aos fãs e análise psicológica amadora. Para ele, o lançamento careceu de um melhor ordenamento das faixas, é desigual e desnecessariamente extenso. Também pontuou que, apesar de reconhecida a tentativa do grupo de dar autenticidade ao trabalho, as músicas são rasas e exageradamente editadas, buscando agradar um público cada vez maior, abrindo mão da identidade original do grupo, o hip hop, já que os rappers do septeto têm, virtualmente, menos espaço no álbum.
Já o britânico The Independent chama a atenção para como o grupo conseguiu unir diversos gêneros musicais que, em tese, não teriam nada a ver uns com os outros, como o pop, o hip hop americano e o rock dos anos 1980, porém sem soarem forçados ou pretensiosos. Disse ainda que, no que toca a música, o álbum "7" é uma prova de que todos podemos falar a mesma língua.